# Mit Herz und Hand
Mit Herz und Hand (engl. The World’s Fastest Indian) ist ein Abenteuerfilm, der 2005 unter der Regie von Roger Donaldson gedreht wurde. Er basiert auf der wahren Geschichte des Motorradenthusiasten H.J. „Burt“ Munro aus Neuseeland, der ab 1962 auf einer selbst modifizierten Indian von 1920 mehrere Geschwindigkeitsrekorde aufstellte.

## Handlung
Der pensionierte Burt Munro (gespielt von Anthony Hopkins) lebt in der Kleinstadt Invercargill, Neuseeland. Sein hauptsächlicher Lebensinhalt ist seine stark modifizierte Indian von 1920, an der er seit 25 Jahren bastelt, um sie schneller zu machen. Er träumt davon, sie zur Bonneville Speed Week in den USA zu bringen, um ihre Spitzengeschwindigkeit testen zu können.
Nach einem Herzinfarkt kommt er zu dem Schluss, dass dieses Jahr seine letzte Chance sein könnte, und er nimmt eine Hypothek auf sein Grundstück auf, auf welchem lediglich ein besserer Werkstattschuppen steht, und arbeitet auf einem Schiff als Koch, um sich und seiner Indian die Überfahrt zu ermöglichen. Die Motorradreise von Los Angeles nach Bonneville ist nicht ohne Hindernisse, und dort angekommen muss er feststellen, dass er die Anmeldungsformalitäten nicht beachtet hat und man ihn zunächst nicht starten lassen will.
Mit Geschick und Zähigkeit, und nicht zuletzt der Hilfe zahlreicher Menschen, denen er begegnet, meistert Burt sämtliche Hindernisse. Schließlich darf er mit seiner Indian offiziell starten, und zur Begeisterung aller stellt er mit seinem Oldtimer tatsächlich einen neuen Rekord in der Klasse der vollverkleideten Motorräder unter 1000 cm³ Hubraum auf.

## Hintergrund
Der in Neuseeland, Utah und New Mexico gedrehte Film kostete die Produzenten 25 Millionen Dollar. Dem stehen US-Kinoeinnahmen von 5,1 Millionen Dollar gegenüber. Ursprünglich sollte der Deutschlandstart des Films im April 2006 stattfinden, zu dieser Zeit befassten sich mehrere deutsche Motorrad- und Oldtimerfachzeitschriften in mehrseitigen Artikeln mit diesem Film. Der deutsche Verleiher hielt es jedoch für sinnvoll, mit dem Start bis November 2006 zu warten, um Anthony Hopkins anlässlich seines Gastauftritts in der Fernsehsendung Wetten, dass..? den Film bewerben zu lassen. Unglücklicherweise wurde dieser Auftritt abgesagt. Nachdem der ursprünglich geplante deutsche Titel Anthony Hopkins ist Burt Munro auch noch in Mit Herz und Hand umbenannt wurde, verfehlte der Film damit seine Zielgruppe völlig und lief in den deutschen Kinos nur für kurze Zeit.
Erst am 10. Dezember 2010 veröffentlichte die Universum Film GmbH die deutsche Blu-ray Disc, diese dann jedoch mit dem Originaltitel The World’s Fastest Indian.

## Rezeption

### Kritiken
William Arnold schrieb im Seattle Post-Intelligencer, der Film inspiriere auf eine subtile Art und baue seinen Charme „langsam, aber sicher“ auf. Anthony Hopkins spiele „großartig“.

„Und so gesehen, ist der Weg von Hannibal Lecter zu Burt Munro nicht sehr weit: Hier der tödliche Psychopat, dort der mörderisch schnelle Überzeugungstäter. Zwei Männer, die völlig von sich überzeugt in ihrer eigenen Welt leben. […] Ein einziger Blick in die Kamera, und der Zuschauer weiß Bescheid: Entweder er steht das durch oder er stirbt, doch aufgeben wird Munro nicht. Wer sollte einen solchen Blick besser rüberbringen können als Anthony Hopkins?“

### Auszeichnungen
Roger Donaldson wurde 2005 für einen Preis des San Sebastián International Film Festivals nominiert.